# Eiji Takemoto
Eiji Takemoto (竹本 英史 Takemoto Eiji?) es un seiyu japonés nacido el 7 de marzo de 1973 en la prefectura de Yamaguchi. Su nombre alguna veces es mal traducido y en algunas ocasiones ha aparecido acreditado como Hidefumi Takemoto (Takemoto Hidefumi). Takemoto trabaja en Aoni Production.

## Roles notables
- Bols en Akame ga Kill!
- Bergamo en Dragon Ball Super
- Valentine de Harpía en Saint Seiya - Meikai Hen
- Mirfak de Perseus en Saint Seiya Omega
- Titan en Saint Seiya Omega
- Shimodaira Tappei en Jubei-chan 2.
- Yanagi Renji y Kuki Kiichi en Prince of Tennis.
- Ramon en la serie de The King of Fighters.
- Rock Howard en Garou: Mark of the Wolves, Capcom vs. SNK 2, Neo Geo Battle Coliseum y la serie de The King of Fighters: Maximum Impact.
- Wein of Highland en la versión de PS2 de Dragon Force.
- Ishida Mitsunari y Shibata Katsuie en Samurai Warriors 2.
- Warsman y Kinniku Ataru en Kinnikuman Nisei.
- Thunder Bomber en Bomberman Jetters.
- Agent X/ Apollos the Demon en Mahō Sentai Magiranger.
- Salamander en Legendz.
- Ohm y X Drake en One Piece.
- Rey Bababa y Zeb Ziegler en Bobobo-bo Bo-bobo.
- Miles Edgeworth (御剣 怜侍 Mitsurugi Reiji) en el tráiler japonés del videojuego Phoenix Wright.
- Sugitani Zenjubo en Nobunaga no Shinobi.
- Kunzite en Sailor Moon Crystal
- Kozo Kanamori en Kimetsu no Yaiba